# نادي الأنصار (السعودية)
نادي الأنصار السعودي لكرة القدم  هو نادي كرة قدم سعودي محترف متعدد الرياضات مقره المدينة المنورة غرب السعودية ويلعب في دوري الدرجة الثانية السعودي. تأسس عام 1953. يلعب النادي مبارياته على أرضه على ملعب نادي الأنصار بالمدينة المنورة. غريمه التقليدي هو نادي أحد وتسمى المباراة التي تجمعهما بديربي المدينة.

## تاريخ
تأسس باسم نادي العقيق عام 1376هـ وتغير اسمه إلى نادي الأنصار بموافقة الهيئة العامة للرياضة عام 1388هـ.

## تشكيلة الفريق الحالية
ملاحظة: تشير الأعلام إلى المنتخب بحسب قواعد الأهلية المعتمدة من قبل الفيفا؛ تنطبق بعض الاستثناءات المحدودة. وقد يحمل اللاعبون أكثر من جنسية لا تعترف بها الفيفا.
| الرقم | البلد    | المركز | اللاعب            |
| ----- | -------- | ------ | ----------------- |
| 1     | مصر      | حارس   | أحمد حمدي         |
| 2     | السعودية | مدافع  | صالح الجهني       |
| 5     | السعودية | مدافع  | علي               |
| 6     | السعودية | وسط    | أحمد سلطان        |
| 7     | السعودية | مهاجم  | عبد الله مبروك    |
| 8     | السعودية | وسط    | حامد العتيبي      |
| 9     | السعودية | مهاجم  | عبد العزيز الجهني |
| 10    | السعودية | وسط    | أيمن السهلي       |
| 11    | السعودية | وسط    | وليد هوساوي       |
| 12    | السعودية | مدافع  | جواد المولد       |
| 13    | السعودية | وسط    | عبد الله الناجم   |
| 15    | السعودية | وسط    | عاصم الحسيني      |

| الرقم | البلد    | المركز | اللاعب             |
| ----- | -------- | ------ | ------------------ |
| 17    | السعودية | وسط    | عبد الله المحمادي  |
| 18    | السعودية | مهاجم  | عبد الرحمن العامري |
| 20    | السعودية | مهاجم  | فايز هوساوي        |
| 22    | السعودية | حارس   | حمزة شحاتة         |
| 24    | السعودية | مدافع  | عبد الله بقار      |
| 26    | السعودية | مدافع  | نايف الصبحي        |
| 29    | السعودية | وسط    | هيال الغامدي       |
| 47    | السعودية | مدافع  | جواد               |
| 66    | السعودية | مدافع  | عمران الجهني       |
| 77    | السعودية | حارس   | عمار الدريهم       |
| 90    | السعودية | مدافع  | علي المولد         |
| 99    | السعودية | مدافع  | محمد وليد          |

## الطاقم الإداري

### رؤساءالنادي بالترتيب منذ نشأته:
- نادي العقيق: عمر صالح عزي
- نادي العقيق: مسعد الغمراوي
- نادي العقيق: محمود دقل
- نادي العقيق: عبد الرحمن رفّه
- نادي العقيق: محمد عمر سنان
- نادي العقيق: عبد العزيز الربيع
- نادي الأنصار: عبد العزيز الربيع
- نادي الأنصار: عبد الرزاق طالب حكيم
- نادي الأنصار: محمد زامل شيناوي
- نادي الأنصار: عبد الله خطيري
- نادي الأنصار: عبد الوهاب قطان
- نادي الأنصار: مصطفى محمد بلول
- نادي الأنصار: عبد الوهاب عبد الله قطان
- نادي الأنصار: محمد بهاء الدين نيازي
- نادي الأنصار : سالم الجهني
- نادي الأنصار : عبدالمحسن السناني الجهني

## الأنشطة الرياضية الأخرى

### الفريق الأول لكرة السلة المشارك في الدوري الممتاز
- النتائج:

1. حصل على المركز الثالث على مستوى المملكة في الدوري الممتاز.
2. حصل على المركز الثاني على مستوى المملكة في المثلث الماسي 1421/1422هـ.
3. حصل على المركز الثالث في بطولة المثلث الماسي.
4. حصل على المركز الثاني في بطولة كأس الأمير فيصل بن فهد.
5. حصل على المركز الخامس في البطولة العربية للأندية.
6. حصل على المركز الثاني في بطولة كودو السعودية لكرة السلة 1424/1425هـ.
7. حصل على المركز الثاني في بطولة كأس الأمير فيصل بن فهد 1426/1427هـ.

### فريق كرة السلة تحت 23 سنة
- النتائج:

1. حصل على المركز الأول لبطولة الدوري العام الممتاز [ ب ] للموسم 1426/1427هـ.
2. حصل على المركز الأول لبطولة النخبة تحت 23 سنة للموسم 1426/1427هـ.

### فريق كرة السلة شباب المشارك في دوري الشباب ممتاز
- النتائج:

1. حصل على بطولة المملكة لكرة السلة شباب للموسم الرياضي 1424/1425هـ.
2. حصل على بطولة النخبة لكرة السلة شباب للموسم الرياضي 1424/1425هـ.
3. حصل على المركز الثالث مكرر لبطولة المملكة للموسم الرياضي 1426/1427هـ.

### فريق السباحة
تميز الأنصار بوجود المدرب المصري الكابتن علاء شلبي المدرب السابق لـ (نادي الزمالك) الذي مكن فريق السابحه ينافس في جميع المحافل
كما تميز الأنصار بوجود عدد مميز كبير من اللاعبيين اصحاب أفضل الارقام القياسيه ومنهم:
1. رائد محمد صالح الحسيني عمومي
2. معتز فائز بخيت الجهني عمومي
3. مهند فائز بخيت الجهني عمومي
4. عامر فائز بخيت الجهني عمومي
5. كريم محمد الريفي عمومي
6. سليم محمد الريفي عمومي
7. ريان يحي سيف يماني عمومي
8. حسام يحيي سيف يماني عمومي
9. سالم محمد رزق عمومي
10. خضر محمد الينباعاوي عمومي